# 塔夫海崖
78°4′S 165°27′E / 78.067°S 165.450°E
塔夫海崖（英語：Tuff Bluff）是南極洲的海崖，位於維多利亞地的斯科特海岸，處於布朗半島北坡，由新西蘭南極名稱諮詢委員會命名，現時由南極條約體系管理。